# Jarkko Huovila
Jarkko Huovila, född 15 november 1975, är en finländsk orienterare. Han har ett VM-guld i stafett som främsta merit, därutöver bland annat ett EM-guld, ett NM-guld och fem finländska mästerskapsguld.